# Giovanni Giolitti
Giovanni Giolitti (n. 27 octombrie 1842, Mondovì, Piemont, Italia – d. 17 iulie 1928, Cavour, Piemont, Italia) a fost un politician italian. A fost prim-ministru al Italiei de cinci ori între 1892 și 1921. După Benito Mussolini este al doilea prim-ministru cu cea mai îndelungată activitate din istoria Italiei. Lider proeminent al Stângii Istorice și al Uniunii Liberale, este considerat pe scară largă unul dintre cei mai puternici și importanți politicieni din istoria Italiei; din cauza poziției sale dominante în politica italiană Giolitti a fost acuzat de critici că este un lider autoritar și un dictator parlamentar.
Giolitti a fost un maestru în arta politică trasformismo - metoda de a forma o coaliție de guvernare flexibilă, centristă, care a izolat extremele de stânga și de dreapta în politica italiană de după unificare. Sub influența sa liberalii nu s-au dezvoltat ca un partid structurat și erau o serie de grupuri personale informale fără legături formale cu circumscripțiile politice. Perioada dintre începutul secolului al XX-lea și începutul Primului Război Mondial, când a fost prim-ministru și ministru de Interne între 1901 și 1914 (cu scurte întreruperi), este adesea denumită „Era Giolittiană”. 
Politicianul fost un liberal de centru cu puternice preocupări etice. Perioadele lui Giolitti în funcție au fost notabile pentru adoptarea unei game largi de reforme sociale progresive care au îmbunătățit nivelul de trai al italienilor obișnuiți, împreună cu punerea în aplicare a mai multor politici de intervenție guvernamentală.    Pe lângă implementarea mai multor taxe vamale, subvenții și proiecte guvernamentale, Giolitti a naționalizat și operatorii privați de telefonie și căi ferate. Susținătorii liberali ai comerțului liber au criticat „Sistemul Giolittian”, deși Giolitti însuși vedea dezvoltarea economiei naționale ca fiind esențială în producerea bogăției.
Obiectivul principal al politicii Giolittiene a fost să conducă din centru cu fluctuații ușoare și bine controlate între conservatorism și progresism, încercând să păstreze instituțiile și ordinea socială existentă. Critici de dreapta precum Luigi Albertini l-au considerat socialist din cauza curtării voturilor socialiste și de stânga în parlament în schimbul favorurilor politice, în timp ce criticii de stânga precum Gaetano Salvemini l-au acuzat că este un politician corupt și că a câștigat alegeri cu sprijinul criminalilor.   Cu toate acestea, moștenirea sa extrem de complexă continuă să stimuleze dezbateri intense între scriitori și istorici.